# Bataille de Carbonne
Insurrection royaliste de 1799 dans le Toulousain
Batailles
- Pech-David
- Colomiers
- L'Isle Jourdain
- Carbonne
- Beaumont de Lomagne
- Montréjeau

La bataille de Carbonne se déroule sur la commune de Carbonne lors de l'insurrection toulousaine de 1799.

## La bataille
L'adjudant-général Barthier réunit 1 800 soldats à Martres-Tolosane. Croyant que le général Aubugeois est à Muret, Barthier se porte dans cette direction avec une avant-garde de 700 hommes, mais arrivé à Carbonne, il tombe dans une embuscade près du château de la Terrasse, du comte Antoine de Paulo, tendue par les paysans royalistes commandés par Antoine Rougé. Les Républicains sont mis en déroute.
Selon les rapports républicains, 200 de leurs soldats ont été mis hors-combat lors de l'affrontement, dont 60 morts, sans compter 300 prisonniers. 68 morts et 200 prisonniers selon Jacques Godechot.